# Kościół Świętych Apostołów Piotra i Pawła w Suwałkach
Kościół Świętych Apostołów Piotra i Pawła w Suwałkach – kościół został wybudowany w 1900 jako cerkiew 5. Brygady Strzeleckiej pod wezwaniem Aleksandra Newskiego. Po roku 1918 przejęli ją katolicy, a w 1923 roku duszpasterstwo wojskowe. Wówczas też przebudowano ją pozbawiając cech świadczących o pierwotnym przeznaczeniu.

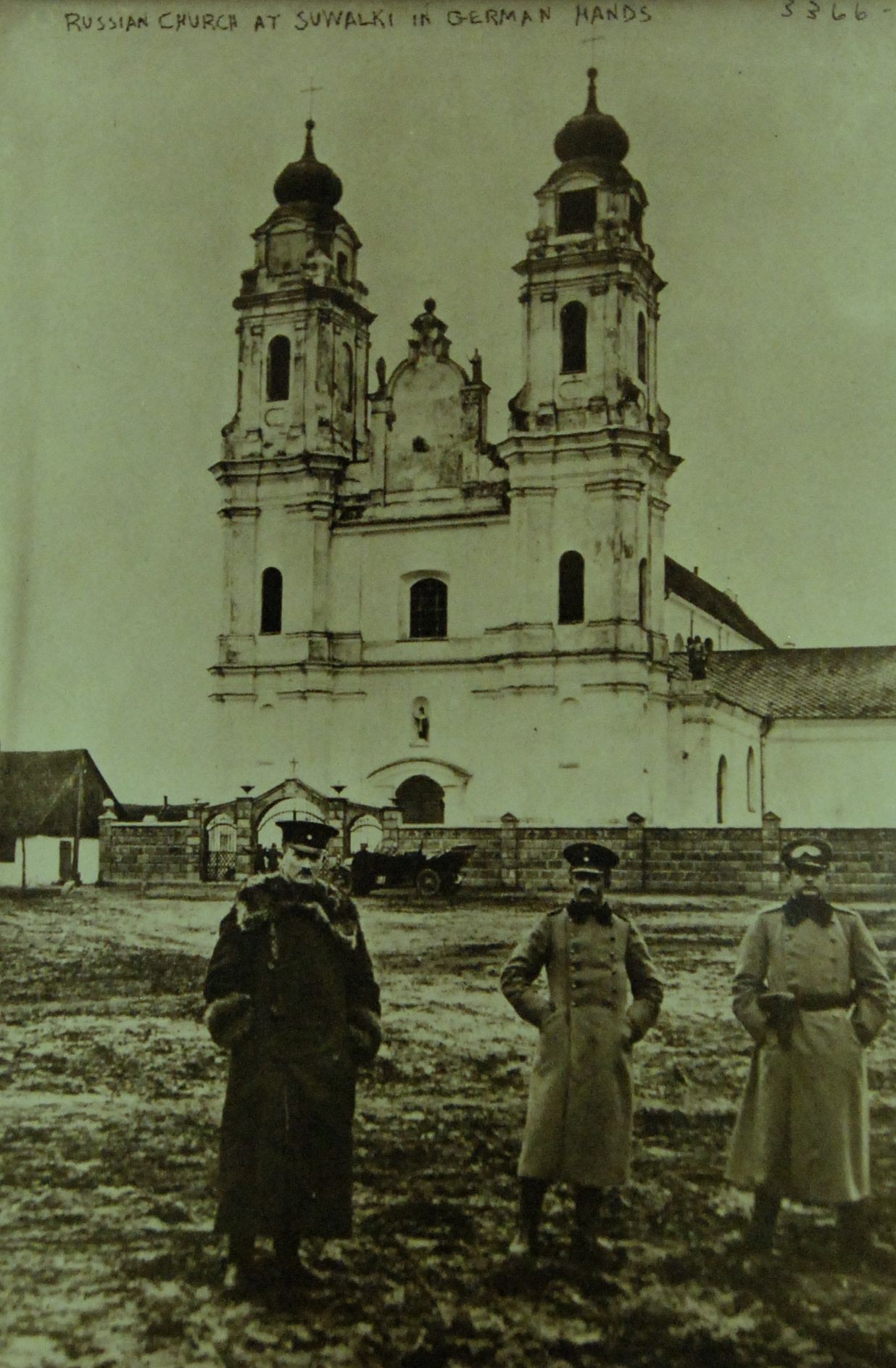
Żołnierze niemieccy przed Cerkwią Aleksandra Newskiego,2 lutego 1915, I wojna światowa

Kościół został uszkodzony w czasie II wojny światowej, kiedy w 1944 roku uciekający z miasta hilterowcy wysadzili w powietrze główną wieżę. Po ostatniej przebudowie w roku 1958 zastąpiły ją dwie nowe, wybudowane w narożnikach czoła świątyni. Obecnie kościół parafialny, mieszczący się przy ulicy Wojska Polskiego.